# Бутурлин, Василий Васильевич
Васи́лий Васи́льевич Бутурли́н (?— ум. декабрь 1655/январь1656) — русский государственный и военный деятель, боярин и дипломат, наместник тверской.
Известен участием в качестве царского посла в Переяславской Раде 1654 года и принятием присяги от гетмана Богдана Хмельницкого.

## Биография
Из рода Бутурлиных. Единственный сын стольника и воеводы Василия Матвеевича Бутурлина и его супруги Екатерины Ивановны.

### Служба в Москве
Начал придворную службу стольником царя Михаила Фёдоровича. Впервые упомянут 15 декабря 1633 года, когда в чине стольника был рындой во время приёма посла из Османской империи.
В 1634 году рында при приёме шведского и голштинского послов.
В 1648 году присутствовал на свадьбе царя Алексея Михайловича.
В 1650 году пожалован чином — окольничий.
В 1651—1652 служил судьёй в Разбойном приказе, а в 1652—1655/56 годах — в Приказе Большого дворца.
С 1652 года — боярин и дворецкий.
В 1653 году — тверской наместник.

### Дипломатическая миссия в Малороссию
В октябре 1653 года послан во главе посольства на Левобережную Украину.
В январе 1654 года возглавил посольство, которое от лица царя Алексея Михайловича заключило с запорожским казачеством, возглавляемым Богданом Хмельницким, соглашение о вхождении Войска Запорожского в состав Российского государства и о начале совместных боевых действий против Речи Посполитой. На Переяславской Раде принял присягу царю от Богдана Хмельницкого, казацкой старшины и казаков. Посольство также побывало в Киеве и ряде других городов, принимая присягу от горожан. Бутурлин сумел выполнить миссию, не присягая казакам от имени царя. Продолжал переговоры с послами Хмельничкого в Москве.     В марте присутствовал в при оформлении Мартовских статей. За свою миссию по присоединению Левобережной Украины, Бутурлин был щедро награждён Алексеем Михайловичем — бархатной шубой, золотым кубком, 4 сороками соболей и 150 рублями придачи к его окладу, а также пожалован особым отличием — "дворчество с путём".

### Военачальник в войне с Речью Посполитой
После начала русско-польской войны участвовал в государевом походе 1654 года, в ходе которого был освобождён Смоленск и ряд русских городов Великого княжества Литовского.
В марте 1655 года возглавил царские войска, высланные на помощь запорожскому казачеству. Вместе с Хмельницким вступил в Галицию, разбил у г. Гродно армию польского коронного гетмана С. Потоцкого. Осенью вместе с Хмельницким руководил осадой Львова. Здесь у Бутурлина и Хмельницкого возникли трения, в результате которых Хмельницкий, взяв значительную контрибуцию с осаждённых, отошёл от города. После этого Бутурлин ограничился проведением отдельных военных операций, среди которых взятие г. Люблин (войсками командовал П.И. Петёмкин), занятие городов в бассейне реки Припять (войсками командовал Д.А. Волконский). В ноябре в битве под Озёрной Бутурлин и Хмельницкий одержали победу над Мехмедом IV Гераем.
В декабре 1655 года Бутурлин был вызван к государю, но, не доехав, умер в дороге.

## Брак и дети
Жена — княжна Анастасия Григорьевна Волконская. Дети:
- Иван Кривой (ум. после 1698) — стольник в 1654, окольничий с 1677, боярин с 1678, ближний боярин с 1686, воевода, дипломат.
- Борис (ум. после 1682) — боярин с 1682, воевода.

## Память

Бутурлин и Хмельницкий в скульптурной композиции «Арка Дружбы народов»

Образ Бутурлина запечатлён в скульптурной композиции «Арка дружбы народов» в Киеве. Активистами фигуре Бутурлина был отбит нос. Также Бутурлин изображён на ряде картин, посвящённых Переяславской Раде, в том числе на картине Михаила Хмелько «Навеки с Москвой, навеки с русским народом».